# (464529) 2016 CZ15
(464529) 2016 CZ15 es un asteroide perteneciente al cinturón de asteroides, descubierto el 27 de enero de 2007 por el equipo Spacewatch desde el Observatorio Nacional de Kitt Peak (Arizona, Estados Unidos).